# Regiune DVD

Regiuni DVD

Regiunile DVD sunt anumite zone geografice ce au un anumit cod.

## Codurile regiunilor și țărilor
Codurile de regiune DVD reprezintă o tehnică de gestiune a drepturilor digitale concepută pentru a permite studiourilor de film să controleze aspectele legate de o versiune, inclusiv conținutul, data de lansare și preț în funcție de regiune. Discul video DVD poate fi codificat cu un cod de regiune, astfel încât se restrânge zona în care poate fi rulat. 
În Europa (de asemenea în România și Republica Moldova) codul de regiune este 2, și este sub-codat de la "D1" (Marea Britanie) la "D4" (în toată Europa).
| Cod regiune | Zonă |
| ----------- | --- |
| 0           | Termen informal cu sensul de toată lumea. Nu este o regiune oficială și are sensul de regiune liberă, mai ales când este vorba de dispozitive media de redare DVD și Blu-ray.                    |
| 1           | Statele Unite, Canada, Bermuda, teritoriile SUA |
| 2           | Europa (fără Rusia, Ucraina și Belarus), Orientul Mijlociu, Egipt, Japonia, Africa de Sud, Swaziland, Lesotho, Groenlanda, Franța de peste mări                                                  |
| 3           | Asia de Sud-Est, Coreea de Sud, Taiwan, Hong Kong, Macau |
| 4           | Mexic, America de Sud, America Centrală, Caraibe, Noua Zeelandă, Australia, Papua Noua Guinee și mare parte din Oceania                                                                          |
| 5           | Bangladesh, India, Nepal, Afghanistan, Sri Lanka, Ucraina, Belarus, Rusia, Pakistan, Africa (fără Egipt, Africa de Sud, Swaziland și Lesotho), Asia Centrală și de Sud, Mongolia, Coreea de Nord |
| 6           | China |
| 7           | Rezervat pentru utilizări viitoare |
| 8           | Locuri internaționale, precum aeronave sau nave de croazieră etc. |
| ALL         | Discurile din regiunea ALL sunt valabile în toate cele 8 regiuni, astfel, ele se pot fi utilizate în toată lumea                                                                                 |

DVD-urile vândute în Statele Baltice folosesc codurile a două regiuni: 2 și 5.